# Corno dei Tre Signori
Il Corno dei Tre Signori, conosciuto anche come Picco dei Tre Signori, è una montagna di 3.360 m s.l.m. nel Gruppo Ortles-Cevedale. Vi hanno origine i fiumi Oglio e Noce.

## Descrizione

### Il nome
La montagna deve il nome alla sua collocazione geografica. La sua vetta segnava infatti, sin dal medioevo, il punto di incontro delle linee di confine di tre stati: la Repubblica di Venezia (a cui faceva capo la Val Camonica), il Ducato di Milano (a cui appartenne la Valtellina dalla metà del XIV secolo al 1512) o i Grigioni (dopo il 1512) e il Principato Vescovile di Trento (ossia la Val di Sole).
Ancora oggi, sulla cima del Corno si incontrano le province di Brescia, Sondrio e Trento, i cui confini attuali ricalcano quelli degli antichi stati.

### Localizzazione
Il Corno dei Tre Signori si eleva, come già accennato, sul punto di incontro delle dorsali montuose che costituiscono gli spartiacque tra la Valle Camonica (bacino del fiume Oglio), la Valfurva (tributaria della Valtellina e quindi dell'Adda) e la Val di Peio (bacino del Noce).
Costituisce la vetta più occidentale del lungo crinale montuoso, costantemente al di sopra dei 3000 metri di quota, che si stacca dal Cevedale e annovera cime importanti come il Monte Vioz e la Punta San Matteo. Ad ovest del Corno, infatti, la linea di cresta si abbassa drasticamente ai 2621 metri di quota del Passo Gavia che segna il limite del massiccio montuoso dell'Ortles-Cevedale. A sud e a sud-est, invece, dalla cima del Corno si staccano due creste secondarie (con alcune cime oltre i 3000 m di quota) che delimitano la Valle di Viso (alta Valle Camonica). La più orientale delle due creste segna anche il confine naturale tra Lombardia e Trentino e termina al Passo del Tonale (1883 m).
Sulla montagna, che è interamente compresa nel Parco Nazionale dello Stelvio, si collocano le sorgenti di due importanti fiumi: il Noce, affluente di destra dell'Adige, e l'Oglio, uno dei principali affluenti del Po (in realtà l'Oglio propriamente detto inizia a Ponte di Legno dalla confluenza di diversi rami sorgentizi. Uno di essi, il Frigidolfo, ha origine dal Corno dei Tre Signori).

### Morfologia del rilievo e note geologiche
I rilievi che coronano l'alta Valle Camonica, situati a nord della Linea Insubrica che coincide con la valle stessa, sono compresi nel cosiddetto dominio austroalpino che costituisce l'ossatura della catena alpina vera e propria. Nel dettaglio, si tratta di rocce metamorfiche molto antiche (risalenti all'era paleozoica, tra le quali predominano filladi quarzifere, micascisti, gneiss e corposi affioramenti di marmi saccaroidi. I micascisti e le filladi, in particolare, sono facilmente erodibili in quanto piuttosto tenere, e danno luogo a rilievi dalle forme non particolarmente ardite.
I pendii del Corno dei Tre Signori risultano modellati da un'intensa azione erosiva da parte degli antichi ghiacciai oggi scomparsi. Ne sono testimonianza le ampie distese di sfasciumi che caratterizzano soprattutto il versante meridionale.

### Ghiacciai
Allo stato attuale sulle pendici del Corno dei Tre Signori si trovano due ghiacciai di modeste dimensioni: la Vedretta della Sforzellina e il Ghiacciaio Nord-Orientale.
La Vedretta della Sforzellina si trova sul versante settentrionale della montagna, ai piedi della parete nord (appartiene, quindi, al bacino dell'Adda), a una quota compresa tra i 2800 e i 3000 metri. La sua superficie è inferiore al mezzo chilometro quadrato (i dati del 1999 — quindi precedenti alle grandi ondate di calore estive del 2001, del 2003 e del 2012 — indicano una superficie di 0,42 km²). Si tratta di un esempio di ghiacciaio di circo.
Alla testata della Val di Monte (alta Val di Peio), ad una quota superiore ai 2900 metri, si trova invece il Ghiacciaio Nord-Orientale del Corno dei Tre Signori. Anch'esso è un apparato di circo, ed è considerato un ghiacciaio relitto in quanto è privo, in pratica, di un bacino alimentatore. Il Catasto dei Ghiacciai Italiani redatto nel 1961 assegnava al ghiacciaio una superficie di 95000 metri quadrati riferita però al lontano 1935.
Attualmente la superficie del ghiacciaio, che si presenta coperto da detriti, si è notevolmente ridotta rispetto ai rilevamenti di tale periodo e si ritiene che, qualora le tendenze climatiche non dovessero migliorare, la vedretta a breve scomparirà.